# Echidnopsis leachii
Echidnopsis leachii är en oleanderväxtart som beskrevs av John Jacob Lavranos. Echidnopsis leachii ingår i släktet Echidnopsis och familjen oleanderväxter. Inga underarter finns listade i Catalogue of Life.